# Chocó
Chocó is een departement in het noordwesten van Colombia. Het is het enige departement met zowel een kustlijn aan de Caribische Zee als aan de Grote Oceaan. Het departement grenst ook aan Panama, dat tot 1903 ook een Colombiaans departement was.
De hoofdstad van het departement is Quibdó.
In het dorp Lloró valt jaarlijks een grote hoeveelheid neerslag (13.300 mm).

## Gemeenten
Het departement bestaat uit 31 gemeenten.
| Gemeente                | Inwoners |
| ----------------------- | -------- |
| Acandí                  | 9.091    |
| Alto Baudo              | 28.502   |
| Atrato                  | 5.295    |
| Bagadó                  | 8.174    |
| Bahía Solano            | 8.785    |
| Bajo Baudó              | 15.919   |
| Bojayá                  | 8.796    |
| Carmen del Darién       | 4.191    |
| Cértegui                | 6.797    |
| Condoto                 | 12.404   |
| El Cantón del San Pablo | 4.413    |
| El Carmen de Atrato     | 7.076    |
| El Litoral del San Juan | 7.176    |
| Istmina                 | 23.359   |
| Juradó                  | 2.792    |
| Lloró                   | 8.072    |
| Medio Atrato            | 9.056    |
| Medio Baudó             | 9.358    |
| Medio San Juan          | 10.247   |
| Nóvita                  | 5.708    |
| Nuevo Belén de Bajirá   | 25.000   |
| Nuquí                   | 6.295    |
| Quibdó                  | 108.515  |
| Río Iró                 | 5.844    |
| Río Quito               | 6.069    |
| Riosucio                | 13.831   |
| San José del Palmar     | 3.998    |
| Sipí                    | 2.848    |
| Tadó                    | 15.962   |
| Unguía                  | 10.446   |
| Unión Panamericana      | 5.583    |

| Detailkaart | Detailkaart |
| ----------- | ----------- |
|             |             |
| Gemeenten   | Regio's     |